# Cerapteroceroides
Cerapteroceroides är ett släkte av steklar. Cerapteroceroides ingår i familjen sköldlussteklar.
Kladogram enligt Catalogue of Life:
| Cerapteroceroides | \| \| Cerapteroceroides angustifrons \| \| \| \| \| \| Cerapteroceroides ericeri \| \| \| \| \| \| Cerapteroceroides fortunatus \| \| \| \| \| \| Cerapteroceroides ghorpadei \| \| \| \| \| \| Cerapteroceroides japonicus \| \| \| \| \| \| Cerapteroceroides latifrons \| \| \| \| \| \| Cerapteroceroides similis \| \| \| \| \| \| Cerapteroceroides zhengzhouensis \| \| \| \| |
|                   | \| \| Cerapteroceroides angustifrons \| \| \| \| \| \| Cerapteroceroides ericeri \| \| \| \| \| \| Cerapteroceroides fortunatus \| \| \| \| \| \| Cerapteroceroides ghorpadei \| \| \| \| \| \| Cerapteroceroides japonicus \| \| \| \| \| \| Cerapteroceroides latifrons \| \| \| \| \| \| Cerapteroceroides similis \| \| \| \| \| \| Cerapteroceroides zhengzhouensis \| \| \| \| |
|                   | Cerapteroceroides angustifrons |
|                   | |
|                   | Cerapteroceroides ericeri |
|                   | |
|                   | Cerapteroceroides fortunatus |
|                   | |
|                   | Cerapteroceroides ghorpadei |
|                   | |
|                   | Cerapteroceroides japonicus |
|                   | |
|                   | Cerapteroceroides latifrons |
|                   | |
|                   | Cerapteroceroides similis |
|                   | |
|                   | Cerapteroceroides zhengzhouensis |
|                   | |